# Аарон (врач)
Аарон, также Аарун (Aharun; 622 — около 690) —  александрийский священник, философ

 и врач VII века, ставший знаменитым благодаря своей медицинской деятельности.
В своих работах Аарон стремился сочетать и обобщать достижения арабской и греческой медицины. Наибольшую известность из них получило сочинение «Pandectae medicae» (в пер. с лат.  — буквально «Медицинский пандект»), в котором он, в частности, одним из первых описал с медицинской точки зрения оспу. Данная работа была написана Аароном на сирийском языке и впоследствии была переведена на арабский известным в то время еврейским врачом Масерджеем.